# Султан Саид-хан
Султан Саид-хан Абу-л-Фатх (1487 — 9 июня 1533; чагат. سلطان سع‍ید خان ابن سلطان عحمد خان‎) — потомок Чингис-хана, хан Могульского ханства (1514—1533). Третий сын Султан-Ахмад-хана I известного как Алача-хан.

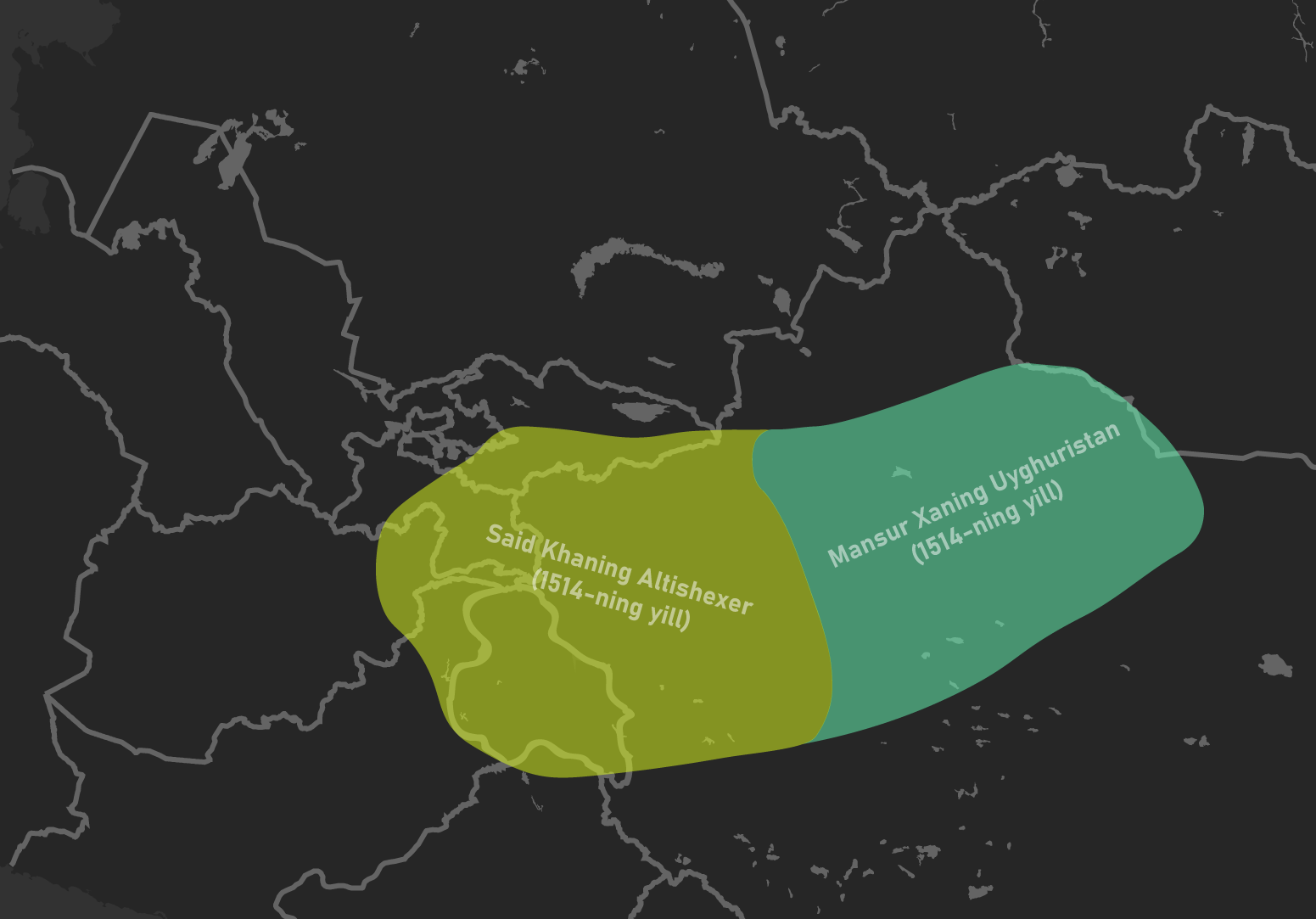
Разделенное Могульское ханство в 1516 году. Яркендское ханство Султан-Саид-хана в Кашгарии (Алтышахр) и Турфанское ханство Мансур-хана в Уйгуристане

## Биография
В 1504—1508 годах находился среди киргизов Моголистана, которые избрали правителем его брата Султан-Халила. Всё это время они вели междоусобную войну со своим дядей Султан-Махмуд-ханом I. В 1508 году после убийства Султан-Махмуд-хана I вместе с братом Султан-Халилом вступил в борьбу за власть с Мансур-ханом, однако в том же году был разбит им в битве при Чарун-Чулане близ Алматы и бежал в леса около Нарына, а через несколько месяцев отправился в Кабул, где поступил на службу к своему двоюродному брату Бабуру. В 1509—1511 годах управлял Ташкентом. В 1511 году вместе с Бабуром вернулся в Мавераннахр и в 1512 году был назначен правителем Ферганы.
По сведениям Мухаммада Хайдара, хан отлично владел персидским языком и языком тюрки

«Его образ жизни был безупречен. Его разговор был изящным и красноречивым, что то по-тюркски, что по-персидски, и когда он выказывал благосклонность к любому, он краснел, прежде чем говорить».— 
 В 1514 году во главе пятитысячного войска через перевал Торугарт (близ оз. Чатыр-Куль), вместе со своим соратником и двоюродным братом Мирзой Мухаммад Хайдаром из племени доглат начал военные действия против владетеля Манглай-Субе амира Аба Бакра бин Саниз-мирзы. Разбив войска амира Аба Бакра, он захватил Кашгар, Яркенд, Янги-Хисар, Хотан, Аксу, Кусан вернув Алтишахр под власть Туглуктимуридов.
В 1516 году состоялась его встреча со старшим братом Мансур-ханом, правителем Моголистана. Султан-Саид-хан формально признал старшего брата верховным ханом, обязался чеканить монету с его именем и упоминать его в хутбе.
В 1522 году откочевавшие из улуса мангытов узбек-казаки вытеснили его из Центрального Моголистана.
Умер от приступа астмы в горах, возвращаясь из похода на Малый Тибет (Ладак). Главная цель этой экспедиции состояла в том, чтобы разрушить Храм идолов Урсанга, позднее известный как дворец Потала, в Лхасе, и обратить тибетцев в ислам. Перед своей смертью в течение почти 20 лет правления он объединил всю оседлую страну к югу от Тангри-Тага (Тянь-Шаня), от Кашгара до Кумула, в одно централизованное государство. Также такие горные районы, как Кашмир и Балор стали зависимыми от Яркендского государства, платили дань и чеканили серебряные и золотые монеты под названием «Абу-л-Фатх Султан-Саид-хан Гази». Современник-писатель дуглат амир Мирза Мухаммад Хайдар утверждал, что это было время, когда власть тирании (правление Мирзы Абу Бакра) была заменена властью закона и порядка во время правления Султана-Саид-хана. Кража имущества считалась тяжким преступлением и подлежала суровому наказанию, включая казнь. Крестьянам было рекомендовано оставлять свои инструменты на полях после работы, а хозяевам домов-держать двери своих домов незапертыми. Иностранные торговцы, прибыв в любой город, могли оставить свой багаж прямо на дороге и, отдохнув несколько дней и вернувшись, найти свои товары в том же месте — целыми и невредимыми.